# 高鳍丽鱼属
高鰭麗魚屬，是條鰭魚綱䲁形目麗魚科下的一個屬。

## 分類
本屬屬於麗體魚亞科，目前被認可的種如下：
- 白帶高鰭麗魚 Hypsophrys nematopus
- 尼加拉瓜湖高鰭麗魚 Hypsophrys nicaraguensis